# Les Chercheurs d'or
Pour plus de détails, voir Fiche technique et Distribution.
Les Chercheurs d'or (ou Chercheurs d'or) est un film muet français réalisé par Georges Denola, sorti en 1909.

## Fiche technique
- Titre : Les Chercheurs d'or
- Titre alternatif : Chercheurs d'or
- Réalisation : Georges Denola
- Scénario :
- Photographie :
- Montage :
- Cadreur : Pierre Trimbach
- Producteur :
- Société de production : Pathé Frères
- Société de distribution :  Pathé Frères
- Pays de production :  France
- Langue : film muet avec les intertitres en français
- Métrage : 175 mètres, dont 160 en couleurs
- Format : Couleurs et Noir et blanc — 35 mm — 1,33:1 — Muet
- Genre : Film dramatique
- Durée : 6 minutes
- Date de sortie :
  - France : 15 mars 1909

## Distribution
- Jean Kemm
- Mesquita
- Germaine Dermoz